# Bangladesher Samyabadi Dal (Marksbadi-Leninbadi)
Bangladesher Samyabadi Dal (Marksbadi-Leninbadi) (Bangladesh kommunistiska parti (marxist-leninistiskt), bengali: বাংলাদেশের সাম্যবাদী দল (মার্কসবাদী-লেনিনবাদী)) (BSD(ML)) är ett politiskt parti i Bangladesh. Generalsekreterare i partiet är Dilip Barua. Partiet är en del av den Vänsterdemokratiska fronten och 11-partialliansen. Kontoret finns på Topkhana Road i Dhaka. Valsymbolen är en stol. Internationellt samarbetsorgan är Internationella kommunistiska seminariet.